# Clifton Knolls-Mill Creek
Clifton Knolls-Mill Creek est une census-designated place du comté de Saratoga, dans l'État de New York, aux États-Unis. En 2020, elle compte une population de 3 048 habitants.